# Orthocentrus patulus
Orthocentrus patulus är en stekelart som beskrevs av Holmgren 1858. Orthocentrus patulus ingår i släktet Orthocentrus och familjen brokparasitsteklar. Arten är reproducerande i Sverige. Inga underarter finns listade i Catalogue of Life.